# ヴァテライト
ヴァテライト（vaterite）は炭酸カルシウム（CaCO3）の多形の一つ。弱塩基性の溶液中で安定相の方解石に先んじて晶出する。他の二つの多形である、方解石、アラレ石に比べ高い溶解度を持ち、溶液中では速やかにこれらの相に液相を媒介して相転移する。バテライト、ファーテル石とも言われる。
ドイツの鉱物学者ハインリッヒ・アウグスト・ファーターにちなみ命名された。
溶液中で合成すると、放射状の球晶として形成する。また、合成条件により、多彩なモルフォロジーを示す。
リン酸イオンの存在によって、その形成が強力に抑制されるが、リン酸イオン存在下では溶解過程も抑制され、安定化するということが知られている。結晶構造は、カルシウムイオンの六員環構造が層状に積み重なっており、この隙間に炭酸イオンが存在している構造をなしている。炭酸イオンの位置や、配列により、複数の結晶構造が存在するということが知られている。また、CaとCO3の比率はかなり変動し、安定性の低いものの方がCO3比が大きい。